# Beleg van Nicea
Het Beleg van Nicea vond plaats van 14 mei tot 19 juni 1097, gedurende de Eerste Kruistocht.

## Achtergrond
Nicea, het hedendaagse Iznik, ligt ten oosten van het meer van Ascanius. De stad was in 1077 veroverd door de Seltsjoeken op het Byzantijnse Rijk en werd de hoofdstad van het sultanaat Rûm. In 1096 werden de omringende landerijen geplunderd door de volkskruistocht, die daarna werd afgestopt door de Seltsjoeken. Vanwege deze overwinning zag sultan Kilij Arslan I geen bedreiging in de tweede golf van kruisvaarders. Hij liet zijn familie en schat in de stad achter en trok naar het oosten om Malatya te verdedigen tegen de Danisjmenden.

## Beleg
De kruisvaarders verlieten Constantinopel aan het einde van april 1097. Godfried van Bouillon was de eerste die in Nicea arriveerde, gevolgd door Bohemund I van Taranto, Bohemunds neef Tancred, Raymond IV van Toulouse en Robrecht II van Vlaanderen samen met Pieter de kluizenaar, wat overgebleven mensen van de volkskruistocht en een klein leger Byzantijnen onder leiding van Manuel Boutoumites. Bij hun aankomst op 6 mei was er een tekort aan voedsel, maar
Bohemund zorgde voor toevoer via land en zee. Het beleg werd begonnen op 14 mei. De legers werden verspreid langs de stadsmuren die goed werden verdedigd door 200 torens. Bohemund nam de noordkant voor zijn rekening, Godfried de oostflank, en Raymond en Adhemar van Le Puy de zuidkant.

## Nederlaag van Kilij Arslan
Op 16 mei deden de belegerden een uitval, maar ze werden teruggedrongen en verloren 200 manschappen. Hierna smeekten ze Kilij Arslan om terug te keren en zo de stad voor de ondergang te behoeden. Deze zag nu in dat de kruisvaarders sterker waren dan gedacht en keerde met spoed terug. Een vooruitgezonden leger werd op 20 mei verslagen door Raymond van Toulouse en Robrecht van Vlaanderen en op 21 mei werd ook Kilij Arslan verslagen
in een slag die tot diep in de nacht duurde. Beide zijden kenden grote verliezen maar uiteindelijk trok de sultan zich terug, ondanks de smeekbeden van de Niceaanse Turken. Gedurende de maand mei kwamen de rest van de kruisvaarders aan, zoals Robert Curthose en Steven van Blois.

## Byzantijnse aankomst
De Byzantijnse keizer Alexius I van Byzantium had ervoor gekozen om de kruisvaarders niet te vergezellen, maar volgde hen op de voet en sloeg zijn kamp op nabij Pelecanum. Van daar stuurde hij schepen, die over het land werden gerold, naar de kruisvaarders om het meer van Ascanius te blokkeren, dat werd gebruikt om de inwoners van de stad te bevoorraden. De schepen arriveerden op 17 juni onder leiding van Manuel Boutoumites. Ook de generaals Tatikios en Tzitas werden gestuurd, samen met 2000 peltasten.
De Niceaanse Turken hadden reeds een bericht naar Alexius gezonden waarin ze hem verzochten om hulp indien Kilij Arslan zou terugtrekken. Alexius had zijn generaal Boutoumites opdracht gegeven om in het geheim te onderhandelen over de overgave van de stad. Tatikios werd bevolen om met de kruisvaarders mee te vechten en een directe aanval op de omwalling te lanceren; Boutoumites moest veinzen hetzelfde te doen zodat het zou lijken dat de Byzantijnen de stad veroverd hadden door middel van geweld.
Toen de kruisvaarders ontdekten wat Alexius gedaan had, waren ze woest, omdat ze hadden gehoopt de stad te kunnen plunderen. Boutoumites werd benoemd tot dux van Nicea en verbood de kruisvaarders de stad in te trekken in groepen groter dan tien man. Alexius gaf de kruisvaarders geld, paarden en andere gunsten, maar de kruisvaarders waren niet tevreden. Ze vonden dat ze veel meer zouden hebben gehad als ze de stad zelf hadden veroverd.

## Nasleep

Anatolië in 1097

De kruisvaarders verlieten Nicea op 26 juni 1097 in twee groepen: de voorhoede werd geleid door Bohemund, Tancred, Curthose, Robrecht en Taticius en de achterhoede door Godfried, zijn broer Boudewijn, Steven en Hugo I van Vermandois. Taticius werd meegestuurd om zeker te zijn dat de veroverde steden naar het Byzantijnse Rijk zouden gaan. Iedereen was opgewekt en Steven schreef naar zijn vrouw Adela dat men verwachtte binnen vijf weken Jeruzalem te bereiken. Op 1 juli werd Kilij Arslan opnieuw verslagen in de Slag bij Dorylaeum en in oktober begon het Beleg van Antiochië. De kruisvaarders zouden Jeruzalem pas twee jaar na hun vertrek uit Nicea bereiken.